# Amour fou (mini-série)
Pour les articles homonymes, voir Amour fou.
Amour fou est une mini-série française en trois épisodes de 55 minutes créée par Ingrid Desjours et réalisée par Mathias Gokalp d'après un scénario d'Ingrid Desjours, Florent Meyer et Mathias Gokalp et diffusée le 20 février 2020 sur Arte.

## Synopsis
Rebecca et Romain semblent former un couple heureux dans un bourg de province, lui commercial, elle médecin. Seul problème : le frère de Romain, Mickaël, drogué, instable, violent s'est installé en face de leur maison avec sa compagne enceinte alors que Rebecca a des difficultés à avoir un enfant. Des évènements étranges et inquiétants suivent un dîner houleux ; la compagne de Mickaël, Émilie, disparaît. Une violente dispute oppose les deux frères à ce sujet en présence de Rébecca qui tue son beau-frère en prétextant accident et légitime défense. Puis on remonte dans le temps et on découvre que Rébecca est au cœur d'une vengeance et d'une machination contre les deux frères qui, dans son enfance, ont été responsables de l'accident de voiture où ses parents sont morts. S'étant débarrassée de son beau-frère puis d'Émilie dont elle a récupéré l'enfant en le faisant passer pour le sien, il reste à Rébecca à éliminer son mari sans être soupçonnée.

## Distribution
- Clotilde Hesme : Rebecca Peyrac
- Jérémie Renier : Romain Peyrac
- Finnegan Oldfield : Mickaël Peyrac
- Majda Abdelmalek : Émilie Marceau
- Adama Diop : Philippe

## Fiche technique
- Réalisation : Mathias Gokalp
- Scénario : Ingrid Desjours, Florent Meyer et Mathias Gokalp
- Producteur : Stéphane Strano
- Musique : Flemming Nordkrog
- Image : Christophe Orcand
- Montage : Marion Dartigues
- Costumes : Virginie Dubroca
- Décors : Paul Fayard

## Autour du film

### Tournage
La série est tournée en fin d'année 2018 dans la ville de Sens en Bourgogne-Franche-Comté, région qui subventionne la réalisation.

## Accueil
Cette série est bien accueillie par la critique. Olivier Joyard dans Les Inrockuptibles loue l'interprétation des deux acteurs principaux et rapproche le scénario d'une « chronique chabrolienne » alors que pour Télé Loisirs « l'ombre d'Alfred Hitchcock n'est jamais très loin ». Le talent de Clotilde Hesme intensifie le suspense d'un scénario original aux nombreux rebondissements selon Aude Dassonville dans Télérama.

## Distinctions
Pyrénées d'or de la meilleure série, prix du meilleur scénario à Ingrid Desjours, Florent Meyer et Mathias Gokalp et prix de la meilleure interprétation féminine à Clotilde Hesme au festival des créations télévisuelles de Luchon.